# 120196 Kevinballou
120196 Kevinballou este o planetă minoră (asteroid) din centura de asteroizi. A fost descoperită pe 17 februarie 2004 la Catalina Station⁠(d) de Catalina Sky Survey. 
Obiectul prezintă o orbită caracterizată de o semiaxă mare de 2,3247002532788 UAi, o excentricitate de 0,16, o înclinație de 8,6 ° în raport cu ecliptica.